# 플로피 디스크 컨트롤러

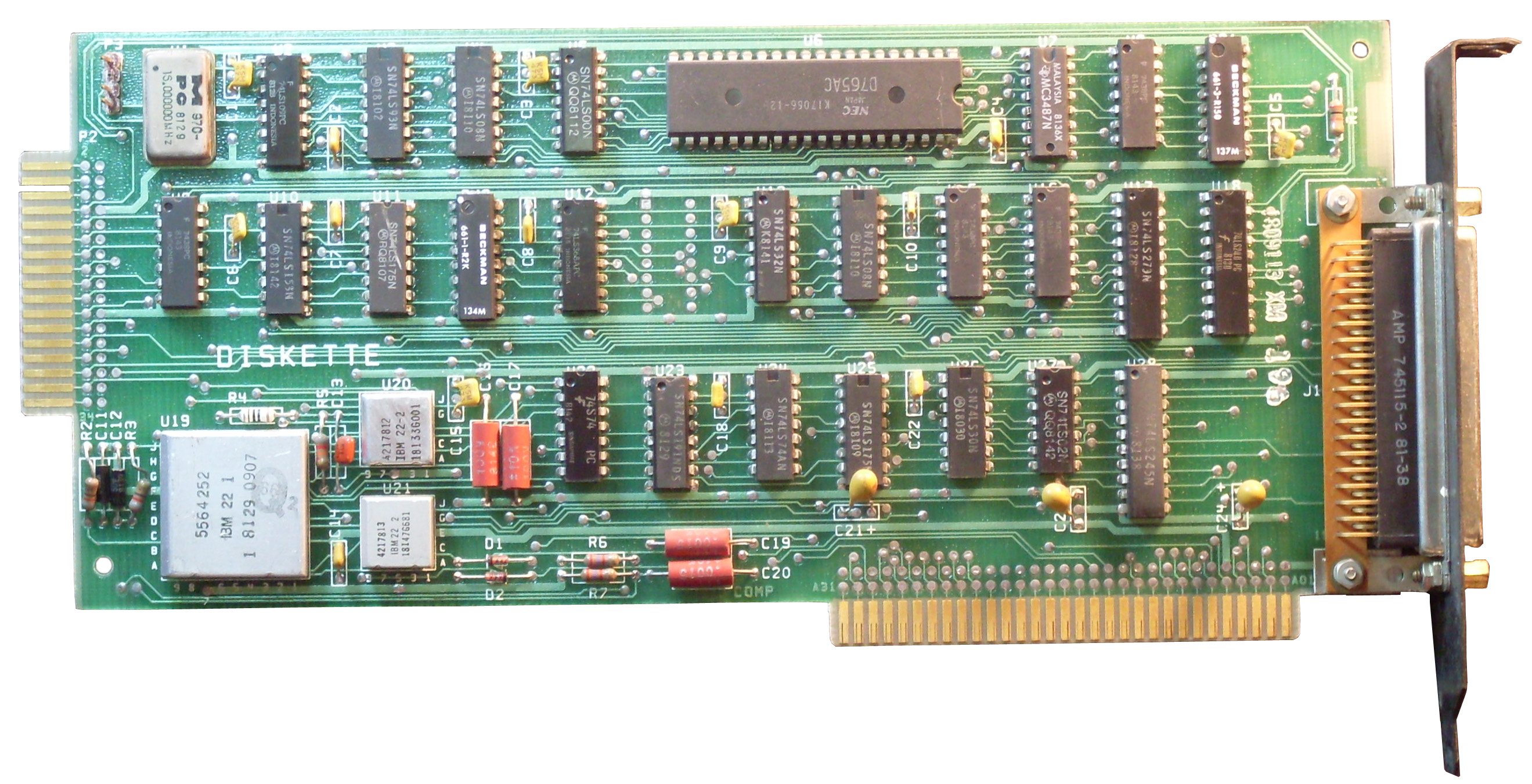

플로피 디스크 컨트롤러(Floppy-disk controller, FDC)는 컴퓨터의 플로피 디스크 드라이브(FDD)에 대한 읽기 및 쓰기를 지시하고 제어하는 하드웨어 부품이다. 이는 하나 이상의 회로 기판에 있는 개별 구성 요소 세트에서 특수 목적의 집적 회로(IC 또는 "칩") 또는 해당 부품으로 발전했다. FDC는 호스트 컴퓨터에서 제공되는 데이터를 읽고 FM 인코딩(단일 밀도) 또는 MFM 인코딩(이중 밀도)과 같은 다양한 인코딩 방식 중 하나를 사용하여 이를 드라이브의 디스크 형식으로 변환하고 해당 형식을 읽는 역할을 담당한다. 원래의 이진 값으로 되돌린다.
플랫폼에 따라 컨트롤러와 호스트 컴퓨터 간의 데이터 전송은 컴퓨터 자체 마이크로프로세서 또는 MOS 6507 또는 Zilog Z80과 같은 저렴한 전용 마이크로프로세서에 의해 제어된다. 초기 컨트롤러에는 클록 신호 제공 및 다양한 옵션 설정과 같은 특정 작업을 수행하기 위해 추가 회로가 필요했다. 이후 설계에는 컨트롤러에 이 기능이 더 많이 포함되었으며 외부 회로의 복잡성이 감소되었다. 단일 칩 솔루션은 1980년대 후반에 일반적이었다.
1990년대에는 플로피 디스크가 점점 더 유사한 컨트롤러를 필요로 하는 하드 드라이브에 자리를 내주게 되었다. 이러한 시스템에서 컨트롤러는 어떤 컴퓨터에서든 사용할 수 있는 SCSI 및 IDE와 같은 표준화된 커넥터를 통한 데이터 전송을 처리하기 위해 마이크로컨트롤러를 결합하는 경우도 많다. 최신 시스템에서 FDC는 일반적으로 단일 슈퍼 I/O 칩이 제공하는 많은 기능의 일부이다.